# Raúl Fernández Arrizabalaga
Raúl Fernández Arrizabalaga (Luarca, 2 de abril de 1972) es un deportista español que compitió en judo adaptado. Ganó una medalla de bronce en los Juegos Paralímpicos de Atenas 2004, en la categoría de –90 kg.

## Palmarés internacional
| Juegos Paralímpicos | Juegos Paralímpicos | Juegos Paralímpicos | Juegos Paralímpicos |
| Año                 | Lugar               | Medalla             | Categoría           |
| ------------------- | ------------------- | ------------------- | ------------------- |
| 2004                | Atenas (Grecia)     | Medalla de bronce   | –90 kg              |